# Internationaal Natuurpark van de Douro

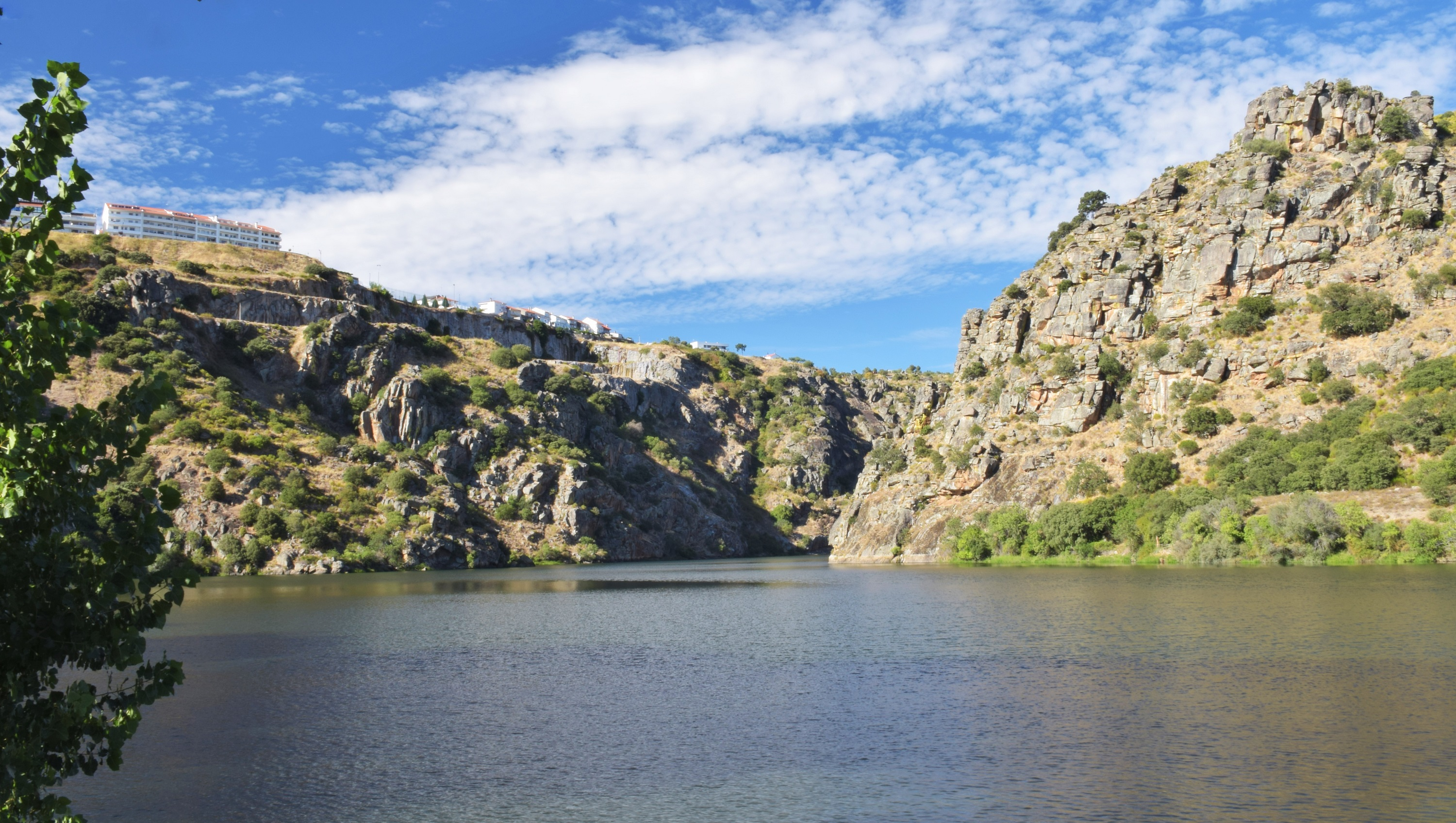
De Douro nabij Miranda do Douro

Het Internationaal Natuurpark van de Douro (Portugees: Parque natural do Douro Internacional) is een natuurpark in Portugal. Het werd opgericht in 1998.
Het is 868 km² groot en  omvat het kloofdal van de Douro in Noordoost-Portugal. Het sluit aan op het Spaanse natuurpark Arribes del Duero.
In het natuurpark komen verschillende roofvogels voor, waaronder de aasgier.